# Gerd Fink
Gerd Fink (* 8. Dezember 1955) ist ein ehemaliger deutscher Fußballspieler. Von 1975 bis 1983 absolvierte der Verteidiger in der 2. Fußball-Bundesliga für die Vereine SpVgg Bayreuth, Eintracht Trier und SpVgg Fürth insgesamt 263 Ligaspiele und erzielte dabei 15 Tore.

## Laufbahn
Der ehemals 1,84 m große Verteidiger durchlief die Jugendabteilung von Blau-Weiß Köln, bevor er sich ab 1973 für zwei Jahre der Amateurmannschaft des 1. FC Köln anschloss. Nach zwei Jahren Wettkampfpraxis in der 1. Amateurliga Mittelrhein bekam er ein Angebot aus dem Profibereich und wechselte zur Runde 1975/76 nach Süddeutschland zur SpVgg Bayreuth in die 2. Bundesliga Süd. Bei den Schwarz-Gelben aus Oberfranken wurde der Kölner im zweiten Jahr der neuen 2. Bundesliga sofort Stammspieler. Er absolvierte unter Trainer Gerhard Happ an der Seite der zwei Leistungsträger Wolfgang Breuer und Manfred Größler 34 Spiele (2 Tore) und die Spielvereinigung belegte den fünften Rang.
Nach zwei Runden Bayreuth zog es ihn 1977 in die alte Mosel- und Römerstadt nach Trier. Bei der Elf aus dem Moselstadion erlebte er die Trainer Hans-Dieter Roos, Lothar Kleim und Werner Kern. In seinen vier Runden bei den Blau-Schwarz-Weißen von Eintracht Trier gehörte der zuverlässige und zweikampfstarke Fink immer zum Kern der Stammspieler. Die beste Platzierung wurde in der Saison 1980/81 mit dem Erreichen des achten Platzes an der Seite der Mitspieler Harald Aumeier und Alfred Wahlen errungen. Da zur Runde 1981/82 die eingleisige 2. Bundesliga eingeführt wurde, Eintracht Trier nicht genügende Qualifikationspunkte vorzuweisen hatte und deshalb in das Amateurlager zurückkehren musste, unterschrieb Fink zur Debütrunde der eingleisigen 2. Bundesliga, 1981/82, bei der SpVgg Fürth einen neuen Vertrag.
Im ersten Jahr konnte die Mannschaft des Altmeisters um die Leistungsträger Bernhard Bergmann, Hans-Dieter Seelmann, Wolfgang Metzler, Franz Weber und Fred Schaub unter den Trainern Roos und Kleim den rettenden 14. Platz erreichen – Fink absolvierte 33 Ligaspiele mit drei Toren –, aber 1982/83 stieg Fink (37-1) unter Trainer Franz Brungs mit Fürth in das bayerische Amateurlager ab. Er spielte auch noch die Runde 1983/84 bei der „Kleeblatt“-Elf, ehe er 1984/85 noch in der Landesliga Mitte bei FSV Bad Windsheim für drei Runden auflief. Bei dem BSC Saas Bayreuth beendete er 1987/88 in der Landesliga Nord als Spielertrainer seine Laufbahn.

## Stationen
- 1973–1975 1. FC Köln Amateure
- 1975–1977 SpVgg Bayreuth
- 1977–1981 Eintracht Trier
- 1981–1984 SpVgg Fürth
- 1984–1987 FSV Bad Windsheim
- 1987–1988 BSC Saas Bayreuth